# 모건 머피

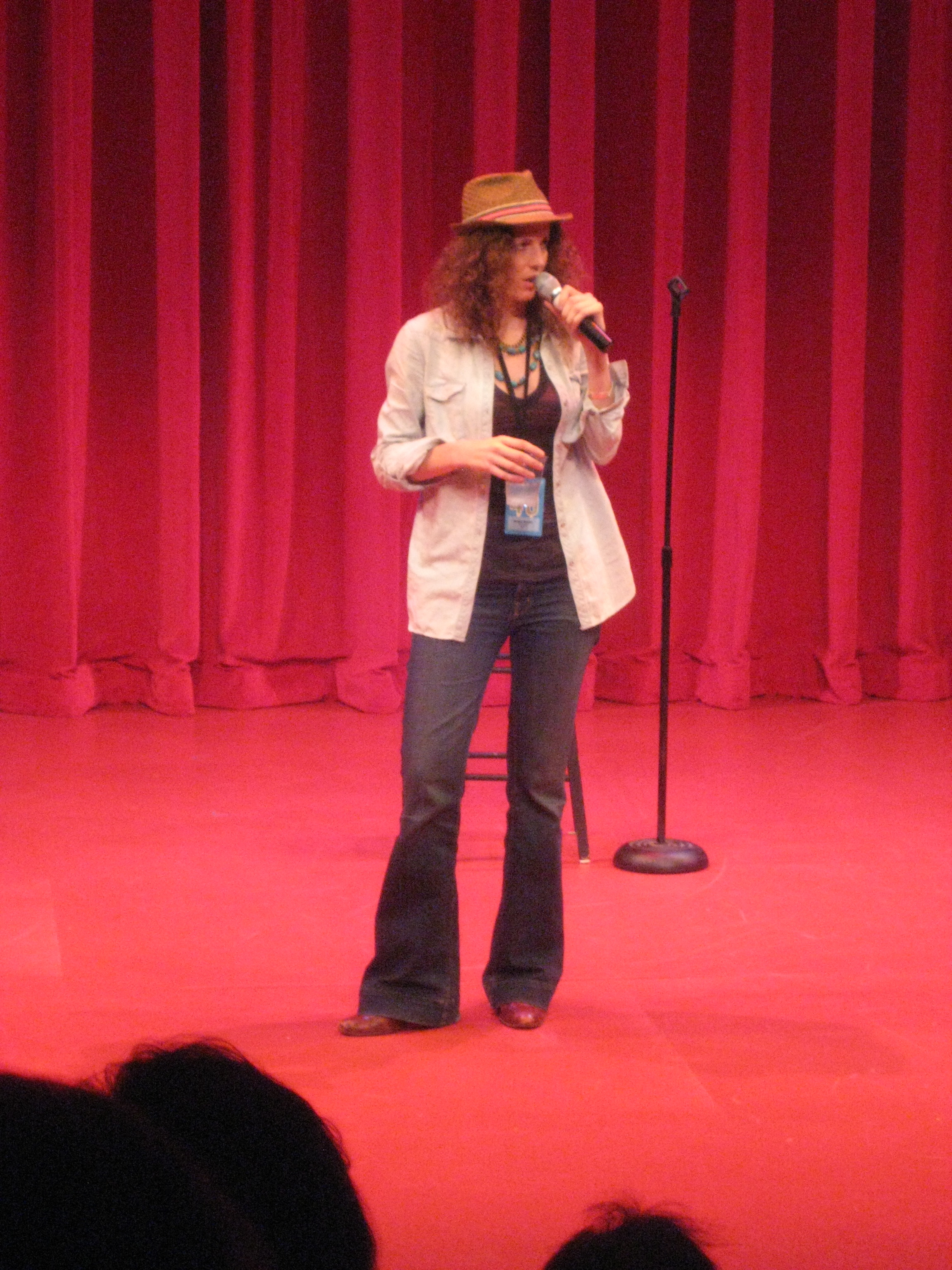

모건 머피(Morgan Murphy, 1981년 10월 23일 ~ )는 미국의 배우, 각본가, 텔레비전 배우, 영화배우이다.
포틀랜드에서 태어났다.

## 영화
- 투 브로크 걸즈 1 (2011년)
- 이츠 카인드 오브 어 퍼니 스토리 (2010년)
- 지상 최고의 아빠 (2009년) - 모건 역
- 스테이 (2006년)
- 지미 키멜 라이브! (2003년) - 게스트 역